# غورني (إراكليون)
غورني (Γούρναι) هي قرية ساحلية كبيرة في كومونة أنوبلي وهي تابع لبلدية خيرسونيسوس في مقاطعة إريكليون في جزيرة كريت. كانت تنتمي سابقا إلى مقاطعة بيديادوس.

## الجغرافيا
يقع غورني على الساحل الشمالي لجزيرة كريت على مسافة 14.5 كم شرق هيراكليون. على ارتفاع 40 مترًا عن سطح البحر، على الطريق الرئيسي المؤدي إلى آغيوس نيكولاوس. الزراعة هي المهنة الرئيسية لسكانها. يتم إنتاج زيت الزيتون والنبيذ والزبيب والخضروات. يوجد في القرية كنيستان، وهي كيسة القديس جرجس وكنيسة بشارة العذراء، بالإضافة إلى مدرسة ابتدائية وروضة أطفال. تشتهر المستوطنة بحديقة حيوان بحرية تدعى كريتاكواريوم، وهو حوض السمك الوحيد في جزيرة كريت والذي يقع في مكان قريب. بلغ عدد سكانها 1,814 نسمة حسب تعداد 2011. مع تنفيذ برنامج كاليكراتيس عام 2010، أصبحت المقر الرئيسي لبلدية خيرسونيسوس. كما تسشكل مع أنوبولي ودير أجيوس يوانيس ثيولوجوس وبلدة كوكيني هاني كومونة أنوبوليس التي تنتمي إلى وحدة البلدية غوفيس (بلدية كابوديستريان سابقًا) التابعة لبلدية خيرسونيسوس.

## التاريخ
كشفت الحفريات في منطقة القرية عن أنقاض مستوطنة مينوسية. كشفت حفريات فريق جوزيف هاتزيداكيس عن مقابر تعود إلى العصر المينوسي الأوسط. وعثر بداخلها على مزهريات وتماثيل وأختام. تم العثور أيضا على أحافير لكائنات بحرية على تلال بالقرب من شرق الموقع.
سميت المستوطنة غورنس وكان عدد سكانها 146 نسمة في تعداد كاستروفالاكا عام 1583. يرجع هذا الاسم إلى الأحواض (urna)، أي حاويات بها ماء لسقي الحيوانات.